# Claude Le Lorrain (acteur)
Pour l’article homonyme, voir Claude Le Lorrain.
Claude Le Lorrain est un acteur français.

## Filmographie

### Cinéma
- 1949 : Du Guesclin
- 1950 : Né de père inconnu
- 1951 : Caroline chérie
- 1951:  Ma femme est formidable
- 1953 : Le Père de Mademoiselle : le danseur du dancing
- 1955 : Série noire : Petit rôle (non crédité)
- 1956 : Mannequins de Paris : Paul
- 1956 : Toute la ville accuse : Le jeune homme
- 1957 : Marchands de filles
- 1958 : Le Désert de Pigalle : L'Abbé
- 1963 : La porteuse de pain : Perkins
- 1967 : Le vicomte règle ses comptes

### Télévision
- 1958 : En votre âme et conscience :  Les Traditions du moment ou l'Affaire Fualdès de Claude Barma